# John Coetzee (kinderboekenschrijver)
John Coetzee (25 november 1931) is een Zuid-Afrikaans kinderboekenschrijver. De meeste van zijn boeken hebben een geschiedkundige achtergrond.
Coetzee (niet te verwarren met Nobelprijswinnaar John Maxwell Coetzee) had al van jongs af aan interesse in schrijven, en studeerde verschillende talen aan de universiteit (waaronder Afrikaans, Nederlands, Engels, Duits, Frans en Portugees). Hij werkte na zijn studie lange tijd als vertaler in Pretoria en publiceerde zijn eerste boek op 27-jarige leeftijd.